# Herbulotia grancanariae
Herbulotia grancanariae là một loài bướm đêm trong họ Geometridae.